# North American Soccer League 2014
Il quarto campionato della NASL ed il 47° della seconda lega nazionale vede al via 10 squadre di cui 8 confermate dalla stagione precedente (Carolina RailHawks, Fort Lauderdale Strikers, Minnesota Stars FC, Atlanta Silverbacks, FC Edmonton, Tampa Bay Rowdies e New York Cosmos) e l'ingresso di Ottawa Fury ed Indy Eleven. I Puerto Rico Islanders hanno confermato che estendono la pausa per un ulteriore anno

## Formula
Il formato del campionato viene leggermente modificato rispetto alla stagione precedente: confermata la divisione in due stagioni distinte (primavera ed autunno), ma la stagione primaverile prevede un girone di sola andata, per consentire una pausa durante i mondiali, mentre la stagione autunnale ha il consueto formato con andata e ritorno. Cambia anche il sistema dei play-off: verrà disputato dai vincitori delle due stagioni e dalle due migliori squadre della classifica complessiva della stagione regolare.

## Squadre partecipanti
| Naz.                   | Squadra                 | Città/Zona               | Stadio                                  |
| ---------------------- | ----------------------- | ------------------------ | --------------------------------------- |
| Stati Uniti (bandiera) | Atlanta Silverbacks     | Atlanta, GA, USA         | Atlanta Silverbacks Park                |
| Stati Uniti (bandiera) | Carolina RailHawks      | Cary, NC, USA            | WakeMed Soccer Park                     |
| Canada (bandiera)      | FC Edmonton             | Edmonton, AB, Canada     | Clarke Stadium                          |
| Stati Uniti (bandiera) | Ft. Lauderdale Strikers | Fort Lauderdale, FL, USA | Lockhart Stadium                        |
| Stati Uniti (bandiera) | Indy Eleven             | Indianapolis, IN, USA    | Michael Carroll Stadium                 |
| Stati Uniti (bandiera) | Minnesota Utd           | Blaine, MN, USA          | National Sports Center                  |
| Stati Uniti (bandiera) | N.Y. Cosmos             | New York, NY, USA        | James M. Shuart Stadium                 |
| Canada (bandiera)      | Ottawa Fury             | Ottawa, ON, Canada       | Keith Harris Stadium e TD Place Stadium |
| Stati Uniti (bandiera) | S.A. Scorpions          | San Antonio, TX          | Heroes Stadium                          |
| Stati Uniti (bandiera) | Tampa Bay Rowdies       | Saint Petersburg, FL     | Progress Energy Park                    |

## Classifiche
- Spring Championship

| Pos | Squadra                 | PT | PG | V | N | P | GF | GS |
| --- | ----------------------- | -- | -- | - | - | - | -- | -- |
| 1   | Minnesota Utd           | 20 | 9  | 6 | 2 | 1 | 16 | 9  |
| 2   | N.Y. Cosmos             | 19 | 9  | 6 | 1 | 2 | 14 | 3  |
| 3   | S.A. Scorpions          | 17 | 9  | 5 | 2 | 2 | 13 | 9  |
| 4   | Carolina RailHawks      | 14 | 9  | 4 | 2 | 3 | 11 | 15 |
| 5   | Ft. Lauderdale Strikers | 13 | 9  | 4 | 1 | 4 | 18 | 18 |
| 6   | Ottawa Fury             | 10 | 9  | 3 | 1 | 5 | 14 | 13 |
| 7   | Tampa Bay Rowdies       | 10 | 9  | 2 | 4 | 3 | 11 | 16 |
| 8   | Atlanta Silverbacks     | 10 | 9  | 3 | 1 | 5 | 12 | 20 |
| 9   | FC Edmonton             | 9  | 9  | 2 | 2 | 5 | 11 | 11 |
| 10  | Indy Eleven             | 4  | 9  | 0 | 4 | 5 | 14 | 20 |

- Fall Championship

| Pos | Squadra                 | PT | PG | V  | N | P  | GF | GS |
| --- | ----------------------- | -- | -- | -- | - | -- | -- | -- |
| 1   | S.A. Scorpions          | 35 | 18 | 11 | 2 | 5  | 30 | 15 |
| 2   | Minnesota Utd           | 35 | 18 | 10 | 5 | 3  | 31 | 19 |
| 3   | FC Edmonton             | 29 | 18 | 8  | 5 | 5  | 23 | 18 |
| 4   | Ft. Lauderdale Strikers | 27 | 18 | 7  | 6 | 5  | 20 | 21 |
| 5   | Carolina RailHawks      | 24 | 18 | 7  | 3 | 8  | 27 | 28 |
| 6   | N.Y. Cosmos             | 23 | 18 | 5  | 8 | 5  | 23 | 24 |
| 7   | Indy Eleven             | 23 | 18 | 6  | 5 | 7  | 21 | 26 |
| 8   | Tampa Bay Rowdies       | 20 | 18 | 5  | 5 | 8  | 25 | 34 |
| 9   | Ottawa Fury             | 17 | 18 | 4  | 5 | 9  | 20 | 25 |
| 10  | Atlanta Silverbacks     | 13 | 18 | 3  | 4 | 11 | 20 | 30 |

### Classifica generale
| Pos | Squadra                 | PT | PG | V  | N | P  | GF | GS |
| --- | ----------------------- | -- | -- | -- | - | -- | -- | -- |
| 1   | Minnesota Utd           | 55 | 27 | 16 | 7 | 4  | 47 | 28 |
| 2   | S.A. Scorpions          | 52 | 27 | 16 | 4 | 7  | 43 | 24 |
| 3   | N.Y. Cosmos             | 42 | 27 | 11 | 9 | 7  | 37 | 27 |
| 4   | Ft. Lauderdale Strikers | 40 | 27 | 11 | 7 | 9  | 38 | 39 |
| 5   | Carolina RailHawks      | 38 | 27 | 11 | 5 | 11 | 38 | 43 |
| 6   | FC Edmonton             | 37 | 27 | 10 | 7 | 10 | 34 | 29 |
| 7   | Tampa Bay Rowdies       | 30 | 27 | 7  | 9 | 11 | 36 | 50 |
| 8   | Ottawa Fury             | 27 | 27 | 7  | 6 | 14 | 34 | 38 |
| 9   | Indy Eleven             | 27 | 27 | 6  | 9 | 12 | 35 | 46 |
| 10  | Atlanta Silverbacks     | 23 | 27 | 6  | 5 | 16 | 32 | 50 |

## Play-off
|  | Semifinali                       | Semifinali                       | Semifinali              |                         |                | Finale         | Finale | Finale |  |
|  |                                  |                                  |                         |                         |                |                |        |        |  |
|  | S.A. Scorpions (d.t.s.)          | S.A. Scorpions (d.t.s.)          | 2                       |                         |                |                |        |        |  |
|  | S.A. Scorpions (d.t.s.)          | S.A. Scorpions (d.t.s.)          | 2                       |                         |                |                |        |        |  |
|  | N.Y. Cosmos                      | N.Y. Cosmos                      | 1                       |                         |                |                |        |        |  |
|  | N.Y. Cosmos                      | N.Y. Cosmos                      | 1                       |                         | S.A. Scorpions | S.A. Scorpions | 2      |        |  |
|  |                                  |                                  |                         |                         | S.A. Scorpions | S.A. Scorpions | 2      |        |  |
|  |                                  |                                  | Ft. Lauderdale Strikers | Ft. Lauderdale Strikers | 1              |                |        |        |  |
|  | Minnesota Utd                    | Minnesota Utd                    | Ft. Lauderdale Strikers | Ft. Lauderdale Strikers | 1              | 1 (4)          |        |        |  |
|  | Minnesota Utd                    | Minnesota Utd                    |                         |                         |                |                |        |        |  |
|  | Ft. Lauderdale Strikers (d.c.r.) | Ft. Lauderdale Strikers (d.c.r.) | 1 (5)                   |                         |                |                |        |        |  |

### Semifinali
| Arbitro: | Fotis Bazakos |

|                                                   |                      |                                           |
| Ibarra 34’                                        | Marcatori            | 91’ Nuñez                                 |
| Vengas Calvano Ibarra Vicentini Campos Pitchkolan | Tiri di rigore 4 – 5 | Hassan Anderson Picault Nuñez Brito Pecka |

| Arbitro: | Ricardo Salazar |

|                            |           |                |
| Castillo 19’ Restrepo 110’ | Marcatori | 17’ Stokkelien |

### Soccer Bowl
| Arbitro: | Ted Unkel |

|                         |           |                |
| Castillo 70’ Forbes 74’ | Marcatori | 79’ W. Ramírez |

## Verdetti
S.A. Scorpions campione NASL 2014 (primo titolo)